# Zeita Jamma'in
Zeita Jamma'in (àrab: زيتا جمّاعين, Zaytā Jammāʿīn) és un vila palestina de la governació de Nablus, a Cisjordània, al nord de la vall del Jordà, 16 kilòmetres al sud-est de Nablus. Segons l'Oficina Central Palestina d'Estadístiques tenia 1.962 habitants en 2006.
Segons el cens de Palestina de 1931, ordenat per les autoritats del Mandat Britànic de Palestina, Zeita tenia 113 cases ocupades i una població de 404 musulmans i 1 cristià.